# IWGP Tag Team Championship
IWGP Tag Team Championship – tytuł mistrzowski drużyn w profesjonalnym wrestlingu, utworzony i promowany przez japońską federację New Japan Pro-Wrestling (NJPW). Skrótowiec „IWGP” inicjuje organ zarządzający federacją – International Wrestling Grand Prix. IWGP Tag Team Championship jest jednym z dwóch mistrzostw drużynowych w NJPW; drugim jest IWGP Junior Heavyweight Tag Team Championship. O tytuły mogą walczyć zawodnicy należący do dywizji heavyweight.

## Historia tytułu
Przed wprowadzeniem systemu tytułów mistrzowskich IWGP, New Japan Pro-Wrestling organizowało pojedynki o NWA North American Tag Team Championship federacji National Wrestling Alliance oraz o WWF International Tag Team Championship federacji World Wrestling Federation.
Inauguracyjnymi mistrzami byli Kengo Kimura i Tatsumi Fujinami, którzy pokonali Antonio Inokiego i Saijiego Sakaguchiego w finale turnieju z 12 grudnia 1985. Tytułów broniono w Stanach Zjednoczonych w federacjach World Championship Wrestling (WCW) oraz w Total Nonstop Action Wrestling (TNA), a także meksykańskim Consejo Mundial de Lucha Libre (CMLL).
30 października 2005 Tenzan i Chono pokonali Hiroshiego Tanahashiego i Shinsuke Nakamurę rozpoczynając piąte panowanie jako zespół. 2 lipca 2006 utworzono przejściowe tytuły IWGP Tag Team Championship, gdyż Tenzan i Chono nie bronili swoich regularnie. Przejściowe tytuły wygrali Koshinaka i Togi Makabe, zaś 20 września 2006, po rozpadzie zespołu Tenzana i Chono, prezydent NJPW Simon Kelly Inoki pozbawił tej dwójki pasów. 17 lipca 2006 Manabu Nakanishi i Takao Omori pokonali Koshinakę i Makabe o przejściowe tytuły, po czym od 28 września zaczęli być uznawani za oficjalnych mistrzów.
21 lipca 2009 drużyna The British Invasion pokonała Team 3D podczas nagrań tygodniówek TNA Impact! w tables matchu i zdobyła tytuły IWGP Tag Team Championship. Kilka dni później NJPW ogłosiło, że nie uzna zdobycia pasów przez The British Invasion i wciąż będą uznawać Team 3D za mistrzów. 10 sierpnia NJPW wygłosiło kolejną informację, że wycofuje się z poprzedniego zapewnienia i uzna nowych mistrzów.

## Panowania
Na stan z 31 lipca 2025
| Panowanie   | Numer panowania przez danych mistrzów w liście              |
| Miejsce     | Miasto, w którym tytuły zostały zdobyte                     |
| Gala        | Gala, na której zawodnicy zdobyli tytuły                    |
| Ilość obron | Ilość obron tytułów mistrzowskich podczas panowania         |
| +           | Oznacza, że ilość dni w posiadaniu wzrasta z kolejnym dniem |

| #   | Mistrzowie                                                        | Panowanie | Data                      | Dni  | Miejsce                | Gala                                                                                               | Ilość obron | Notka | Odn.          |
| --- | ----------------------------------------------------------------- | --------- | ------------------------- | ---- | ---------------------- | -------------------------------------------------------------------------------------------------- | ----------- | --- | ------------- |
| 1   | Kengo Kimura i Tatsumi Fujinami                                   | 1         | 12 grudnia 1985(dts)      | 236  | Sendai, Japonia        | Live event                                                                                         | 5           | Kimura i Fujinami pokonali Antonio Inokiego i Seiji Sakaguchiego w finale turnieju i stali się inauguracyjnymi mistrzami. | [ 1 ] [ 14 ]  |
| 2   | Akira Maeda i Osamu Kido                                          | 1         | 5 sierpnia 1986(dts)      | 49   | Tokio, Japonia         | Burning Spirit in Summer                                                                           | 1           | |               |
| 3   | Kengo Kimura i Tatsumi Fujinami                                   | 2         | 23 września 1986(dts)     | 135  | Tokio, Japonia         | Challenge Spirit 1986                                                                              | 0           | | [ 15 ]        |
| —   | Wakat                                                             | —         | 5 lutego 1987(dts)        | —    | N/A                    | N/A                                                                                                | —           | Zwakowano, gdyż zespół Kimury i Fujinamiego się rozpadł. | [ 15 ]        |
| 4   | Keiji Mutoh i Shiro Koshinaka                                     | 1         | 20 marca 1987(dts)        | 6    | Tokio, Japonia         | Spring Flare Up 1987                                                                               | 0           | Koshinaka i Mutoh pokonali Akirę Maedę i Nobuhiko Takadę w finale turnieju o zawieszone mistrzostwa. |               |
| 5   | Akira Maeda (2) i Nobuhiko Takada                                 | 1         | 26 marca 1987(dts)        | 159  | Osaka, Japonia         | Inoki Toukon Live II                                                                               | 2           | |               |
| 6   | Kazuo Yamazaki i Yoshiaki Fujiwara                                | 1         | 1 września 1987(dts)      | 139  | Fukuoka, Japonia       | Sengoku Battle Series 1987                                                                         | 2           | |               |
| 7   | Kengo Kimura i Tatsumi Fujinami                                   | 3         | 18 stycznia 1988(dts)     | 144  | Takuyama, Japonia      | New Year Golden Series 1988                                                                        | 3           | |               |
| 8   | Masa Saito i Riki Choshu                                          | 1         | 10 czerwca 1988(dts)      | 282  | Hiroszima, Japonia     | IWGP Champion Series 1988                                                                          | 4           | | [ 16 ]        |
| 9   | George Takano i Super Strong Machine                              | 1         | 19 marca 1989(dts)        | 116  | Jokohama, Japonia      | Big Fight Series                                                                                   | 1           | |               |
| 10  | Riki Choshu (2) i Takayuki Iizuka                                 | 1         | 13 lipca 1989(dts)        | 69   | Tokio, Japonia         | Live event                                                                                         | 1           | |               |
| 11  | Masa Saito (2) i Shinya Hashimoto                                 | 1         | 20 września 1989(dts)     | 219  | Osaka, Japonia         | Bloody Fight Series 1989: Super Power Battle in Osaka                                              | 3           | |               |
| 12  | Keiji Mutoh (2) i Masahiro Chono                                  | 1         | 27 kwietnia 1990(dts)     | 189  | Tokio, Japonia         | Live event                                                                                         | 3           | |               |
| 13  | Hiroshi Hase i Kensuke Sasaki                                     | 1         | 1 listopada 1990(dts)     | 55   | Tokio, Japonia         | Dream Tour 1990                                                                                    | 2           | |               |
| 14  | Hiro Saito i Super Strong Machine (2)                             | 1         | 26 grudnia 1990(dts)      | 70   | Hamamatsu, Japonia     | King of Kings                                                                                      | 2           | |               |
| 15  | Hiroshi Hase i Kensuke Sasaki                                     | 2         | 6 marca 1991(dts)         | 15   | Nagasaki, Japonia      | Big Fight Series 1991                                                                              | 0           | |               |
| 16  | The Steiner Brothers (Rick Steiner i Scott Steiner)               | 1         | 21 marca 1991(dts)        | 229  | Tokio, Japonia         | Starrcade 1991 in Tokyo Dome                                                                       | 2           | Stawką pojedynku były również WCW World Tag Team Championship należące do The Steiner Brothers. |               |
| 17  | Hiroshi Hase (3) i Keiji Mutoh (3)                                | 1         | 5 listopada 1991(dts)     | 117  | Tokio, Japonia         | Tokyo 3Days Battle                                                                                 | 2           | Kontuzjowanego Scotta Steinera zastąpił w walce Scott Norton. |               |
| 18  | Big, Bad, and Dangerous (Big Van Vader i Crusher Bam Bam Bigelow) | 1         | 1 marca 1992(dts)         | 117  | Jokohama, Japonia      | Big Fight Series 1992: New Japan Pro-Wrestling 20th Anniversary Show                               | 2           | |               |
| 19  | The Steiner Brothers (Rick Steiner i Scott Steiner)               | 2         | 26 czerwca 1992(dts)      | 149  | Tokio, Japonia         | Masters of Wrestling                                                                               | 3           | Stawką pojedynku były również WCW World Tag Team Championship należące do The Steiner Brothers. |               |
| 20  | Scott Norton i Tony Halme                                         | 1         | 22 listopada 1992(dts)    | 22   | Tokio, Japonia         | Wrestling Scramble 1992: Battle Zone Space I                                                       | 0           | |               |
| 21  | The Hell Raisers (Hawk Warrior i Power Warrior (3))               | 1         | 14 grudnia 1992(dts)      | 234  | Tokio, Japonia         | Battle Final 1992                                                                                  | 4           | | [ 14 ]        |
| 22  | The Jurassic Powers (Hercules Hernandez i Scott Norton (2))       | 1         | 5 sierpnia 1993(dts)      | 152  | Tokio, Japonia         | G1 Climax 1993                                                                                     | 3           | | [ 17 ]        |
| 23  | The Hell Raisers (Hawk Warrior (2) i Power Warrior (4))           | 2         | 4 stycznia 1994(dts)      | 325  | Tokio, Japonia         | Battlefield                                                                                        | 2           | |               |
| 24  | Hiroshi Hase (4) i Keiji Mutoh (4)                                | 2         | 25 listopada 1994(dts)    | 162  | Iwate, Japonia         | Battle Final 1994                                                                                  | 1           | | [ 18 ]        |
| —   | Wakat                                                             | —         | 6 maja 1995(dts)          | —    | N/A                    | N/A                                                                                                | —           | Zawieszono, gdyż Mutoh zdobył IWGP Heavyweight Championship. | [ 18 ]        |
| 25  | Cho-Ten (Hiroyoshi Tenzan i Masahiro Chono (2))                   | 1         | 10 czerwca 1995(dts)      | 27   | Osaka, Japonia         | Fighting Spirit Legend                                                                             | 0           | Tenzan i Chono pokonali Junji Hiratę i Shinyę Hashimoto zdobywając zawieszone tytuły. | [ 19 ]        |
| —   | Wakat                                                             | —         | 7 lipca 1995(dts)         | —    | N/A                    | N/A                                                                                                | —           | Zawieszono, gdyż Chono nie pojawił się podczas jednej ze swoich obron z powodu śmierci ojca. | [ 19 ]        |
| 26  | Junji Hirata (3) i Shinya Hashimoto (2)                           | 1         | 13 lipca 1995(dts)        | 335  | Sapporo, Japonia       | Best of the Super Jr. II                                                                           | 6           | Hashimoto i Hirata pokonali Mike’a Enosa i Scotta Nortona o zawieszone mistrzostwo. |               |
| 27  | Kazuo Yamazaki (2) i Takashi Iizuka (2)                           | 1         | 12 czerwca 1996(dts)      | 34   | Osaka, Japonia         | Best of the Super Jr. III                                                                          | 0           | |               |
| 28  | Cho-Ten (Hiroyoshi Tenzan (2) i Masahiro Chono (3))               | 2         | 16 lipca 1996(dts)        | 172  | Sapporo, Japonia       | Summer Struggle 1996                                                                               | 2           | |               |
| 29  | Kengo Kimura i Tatsumi Fujinami                                   | 4         | 4 stycznia 1997(dts)      | 98   | Tokio, Japonia         | Wrestling World 1997                                                                               | 3           | |               |
| 30  | Kensuke Sasaki (5) i Riki Choshu (3)                              | 1         | 12 kwietnia 1997(dts)     | 21   | Tokio, Japonia         | Battle Formation 1997                                                                              | 0           | |               |
| 31  | The Bull Powers (Manabu Nakanishi i Satoshi Kojima)               | 1         | 3 maja 1997(dts)          | 99   | Osaka, Japonia         | Strong Style Evolution in Osaka Dome                                                               | 1           | |               |
| 32  | Kazuo Yamazaki (3) i Kensuke Sasaki (6)                           | 1         | 10 sierpnia 1997(dts)     | 70   | Nagoja, Japonia        | The Four Heaven in Nagoya Dome                                                                     | 0           | |               |
| 33  | Keiji Mutoh (5) i Masahiro Chono (4)                              | 2         | 19 października 1997(dts) | 184  | Kobe, Japonia          | nWo Typhoon 1997                                                                                   | 2           | | [ 20 ]        |
| —   | Wakat                                                             | —         | 21 kwietnia 1998(dts)     | —    | N/A                    | N/A                                                                                                | —           | Zawieszono, gdyż Mutoh przeszedł operację kolana. | [ 20 ]        |
| 34  | Cho-Ten (Hiroyoshi Tenzan (3) i Masahiro Chono (5))               | 3         | 5 czerwca 1998(dts)       | 40   | Tokio, Japonia         | Live event                                                                                         | 0           | Tenzan i Chono pokonali Genichiro Tenryu i Shiro Koshinakę w finale turnieju o zawieszone mistrzostwa. |               |
| 35  | Genichiro Tenryu i Shiro Koshinaka (2)                            | 1         | 15 lipca 1998(dts)        | 173  | Sapporo, Japonia       | Summer Struggle 1998                                                                               | 2           | |               |
| 36  | Tencozy (Hiroyoshi Tenzan (4) i Satoshi Kojima (2))               | 1         | 4 stycznia 1999(dts)      | 77   | Tokio, Japonia         | Wrestling World 1999                                                                               | 1           | |               |
| 37  | Kensuke Sasaki (7) i Shiro Koshinaka (3)                          | 1         | 22 marca 1999(dts)        | 97   | Amagasaki, Japonia     | Hyper Battle 1999                                                                                  | 2           | |               |
| 38  | The Mad Dogs (Michiyoshi Ohara i Tatsutoshi Goto)                 | 1         | 27 czerwca 1999(dts)      | 62   | Shizuoka, Japonia      | Summer Struggle 1999                                                                               | 1           | |               |
| 39  | Manabu Nakanishi (2) i Yuji Nagata                                | 1         | 28 sierpnia 1999(dts)     | 327  | Shizuoka, Japonia      | Jingu Climax                                                                                       | 4           | |               |
| 40  | Tencozy (Hiroyoshi Tenzan (5) i Satoshi Kojima (3))               | 2         | 20 lipca 2000(dts)        | 430  | Tokio, Japonia         | Summer Struggle 2000                                                                               | 6           | |               |
| 41  | Osamu Nishimura i Tatsumi Fujinami (5)                            | 1         | 23 września 2001(dts)     | 35   | Osaka, Japonia         | G1 World 2001                                                                                      | 1           | |               |
| 42  | BATT (Keiji Mutoh (6) i Taiyō Kea)                                | 1         | 28 października 2001(dts) | 97   | Fukuoka, Japonia       | Survival 2001: Fighting Destination in Fukuoka                                                     | 0           | | [ 21 ]        |
| —   | Wakat                                                             | —         | 2 lutego 2002(dts)        | —    | N/A                    | N/A                                                                                                | —           | Zawieszono, gdyż Mutoh opuścił NJPW. | [ 21 ]        |
| 43  | Cho-Ten (Hiroyoshi Tenzan (6) i Masahiro Chono (6))               | 4         | 24 marca 2002(dts)        | 446  | Hyōgo, Japonia         | Hyper Battle 2002                                                                                  | 7           | Tenzan i Chono pokonali Manabu Nakanishiego i Yuji Nagatę w finale turnieju o zawieszone mistrzostwo. |               |
| 44  | Hiroshi Tanahashi i Yutaka Yoshie                                 | 1         | 13 czerwca 2003(dts)      | 184  | Tokio, Japonia         | Crush                                                                                              | 3           | | [ 22 ]        |
| 45  | Hiroyoshi Tenzan (7) i Osamu Nishimura (2)                        | 1         | 14 grudnia 2003(dts)      | 49   | Nagoja, Japonia        | Battle Final 2003                                                                                  | 0           | |               |
| 46  | Minoru Suzuki i Yoshihiro Takayama                                | 1         | 1 lutego 2004(dts)        | 294  | Sapporo, Japonia       | Fighting Spirit 2004                                                                               | 4           | | [ 23 ]        |
| —   | Wakat                                                             | —         | 21 listopada 2004(dts)    | —    | N/A                    | N/A                                                                                                | —           | Zawieszono, gdyż Takayama odniósł kontuzję. |               |
| 47  | Hiroshi Tanahashi (2) i Shinsuke Nakamura                         | 1         | 11 grudnia 2004(dts)      | 323  | Osaka, Japonia         | Battle Final 2004                                                                                  | 4           | Tanahashi i Nakamura pokonali Kensuke Sasakiego i Minoru Suzukiego o zawieszone tytuły. |               |
| 48  | Cho-Ten (Hiroyoshi Tenzan (8) i Masahiro Chono (7))               | 5         | 30 października 2005(dts) | 325  | Kobe, Japonia          | Toukon Series 2005                                                                                 | 3           | | [ 7 ]         |
| —   | Wakat                                                             | —         | 20 września 2006(dts)     | —    | N/A                    | N/A                                                                                                | —           | Prezydent NJPW Simon Kelly Inoki pozbawił Chono i Tenzana tytułów, gdyż zaprzestali współpracy w drużynie. | [ 7 ]         |
| —   | Shiro Koshinaka i Togi Makabe                                     | I         | 2 lipca 2006(dts)         | 15   | Tokio, Japonia         | Circuit 2006 Turbulence                                                                            | 0           | Utworzono tymczasowe tytuły drużynowe, gdyż Tenzan i Chono zaprzestali współpracy w drużynie. Makabe i Koshinaka pokonali Giant Bernarda i Travisa Tomko w finale turnieju.                                                                                       | [ 7 ]         |
| 49  | Wild Child (Manabu Nakanishi (3) i Takao Omori)                   | 1         | 28 września 2006(dts)     | 164  | Sapporo, Japonia       | Circuit 2006 Final: Next Progress                                                                  | 1           | Nakanishi i Ōmori wygrali tymczasowe tytuły 17 lipca 2006, po czym od 28 września 2006 zaczęli być uznawani za oficjalnych mistrzów. | [ 8 ]         |
| 50  | RISE (Giant Bernard i Travis Tomko)                               | 1         | 11 marca 2007(dts)        | 343  | Nagoja, Japonia        | New Japan Pro-Wrestling 35th Anniversary Tour Circuit 2007 New Japan Evolution: New Japan Cup 2007 | 5           | |               |
| 51  | The Most Violent Players (Togi Makabe i Toru Yano)                | 1         | 17 lutego 2008(dts)       | 322  | Tokio, Japonia         | Circuit 2008 New Japan Ism                                                                         | 4           | |               |
| 52  | Team 3D (Brother Devon i Brother Ray)                             | 1         | 4 stycznia 2009(dts)      | 198  | Tokio, Japonia         | Wrestle Kingdom III                                                                                | 4           | | [ 24 ]        |
| 53  | The British Invasion (Brutus Magnus i Doug Williams)              | 1         | 21 lipca 2009(dts)        | 89   | Orlando, Floryda       | TNA Impact!                                                                                        | 1           | Był to tables match, który wyemitowano 30 lipca 2009 podczas odcinka tygodniówki Impact! federacji Total Nonstop Action Wrestling. Do 10 sierpnia NJPW nie uznawało zmiany mistrzów.                                                                              | [ 25 ] [ 26 ] |
| 54  | Team 3D (Brother Devon i Brother Ray)                             | 2         | 18 października 2009(dts) | 78   | Irvine, Kalifornia     | Bound for Glory                                                                                    | 1           | Był to four-way Full Metal Mayhem Tag Team match, w którym brali również udział Beer Money, Inc. (Robert Roode i James Storm) oraz Booker T i Scott Steiner. Stawką walki były również TNA World Tag Team Championship należące do The British Invasion           | [ 27 ] [ 28 ] |
| 55  | No Limit (Tetsuya Naito i Yujiro Takahashi)                       | 1         | 4 stycznia 2010(dts)      | 119  | Tokio, Japonia         | Wrestle Kingdom IV                                                                                 | 1           | Był to three-way hardcore match, w którym brali również udział Bad Intentions (Giant Bernard i Karl Anderson). | [ 29 ]        |
| 56  | Seigigun (Wataru Inoue i Yuji Nagata (2))                         | 1         | 3 maja 2010(dts)          | 47   | Fukuoka, Japonia       | Wrestling Dontaku 2010                                                                             | 0           | Był to three-way match, w którym brali również udział Bad Intentions (Giant Bernard i Karl Anderson). |               |
| 57  | Bad Intentions (Giant Bernard (2) i Karl Anderson)                | 1         | 19 czerwca 2010(dts)      | 564  | Osaka, Japonia         | Dominion 6.19                                                                                      | 10          | Był to three-way elimination match, w którym brali również udział No Limit (Tetsuya Naito i Yujiro Takahashi). |               |
| 58  | Tencozy (Hiroyoshi Tenzan (9) i Satoshi Kojima (4))               | 3         | 4 stycznia 2012(dts)      | 120  | Tokio, Japonia         | Wrestle Kingdom VI                                                                                 | 2           | |               |
| 59  | Chaos (Takashi Iizuka (3) i Toru Yano (2))                        | 1         | 3 maja 2012(dts)          | 48   | Fukuoka, Japonia       | Wrestling Dontaku 2012                                                                             | 0           | |               |
| —   | Wakat                                                             | —         | 20 czerwca 2012(dts)      | —    | N/A                    | N/A                                                                                                | —           | Iizuka i Yano zostali pozbawieni tytułów, gdyż ich walka z zespołem Tencozy (Hiroyoshim Tenzanem i Satoshim Kojimą) z 16 czerwca zakończyła się bez rezultatu. | [ 30 ]        |
| 60  | Tencozy (Hiroyoshi Tenzan (10) i Satoshi Kojima (5))              | 4         | 22 lipca 2012(dts)        | 78   | Yamagata, Japonia      | Kizuna Road                                                                                        | 0           | Tenzan i Kojima pokonali Chaos (Takashiego Iizukę i Toru Yano) zdobywając zawieszone tytuły. |               |
| 61  | K.E.S. (Davey Boy Smith Jr. i Lance Archer)                       | 1         | 8 października 2012(dts)  | 207  | Tokio, Japonia         | King of Pro-Wrestling                                                                              | 5           | |               |
| 62  | Tencozy (Hiroyoshi Tenzan (11) i Satoshi Kojima (6))              | 5         | 3 maja 2013(dts)          | 190  | Fukuoka, Japonia       | Wrestling Dontaku 2013                                                                             | 2           | Był to four-way match, w którym brali również udział Chaos (Takashi Iizuka i Toru Yano) oraz Muscle Orchestra (Manabu Nakanishi i Strong Man). |               |
| 63  | K.E.S. (Davey Boy Smith Jr. i Lance Archer)                       | 2         | 9 listopada 2013(dts)     | 56   | Osaka, Japonia         | Power Struggle                                                                                     | 0           | Był to three-way tornado tag team match, w którym pierwsze przypięcie było o NWA World Tag Team Championship, a drugie o IWGP Tag Team Championship. W pojedynku brali również udział The IronGodz (Jax Dane i Rob Conway).                                       |               |
| 64  | Bullet Club (Doc Gallows i Karl Anderson (2))                     | 1         | 4 stycznia 2014(dts)      | 365  | Tokio, Japonia         | Wrestle Kingdom 8                                                                                  | 6           | |               |
| 65  | Meiyu Tag (Hirooki Goto i Katsuyori Shibata)                      | 1         | 4 stycznia 2015(dts)      | 38   | Tokio, Japonia         | Wrestle Kingdom 9                                                                                  | 0           | |               |
| 66  | Bullet Club (Doc Gallows (2) i Karl Anderson (3))                 | 2         | 11 lutego 2015(dts)       | 53   | Osaka, Japonia         | The New Beginning in Osaka                                                                         | 0           | |               |
| 67  | The Kingdom (Matt Taven i Michael Bennett)                        | 1         | 5 kwietnia 2015(dts)      | 91   | Tokio, Japonia         | Invasion Attack 2015                                                                               | 0           | |               |
| 68  | Bullet Club (Doc Gallows (3) i Karl Anderson (4))                 | 3         | 5 lipca 2015(dts)         | 183  | Osaka, Japonia         | Dominion 7.5 in Osaka-jo Hall                                                                      | 1           | |               |
| 69  | G.B.H. (Togi Makabe (2) i Tomoaki Honma)                          | 1         | 4 stycznia 2016(dts)      | 97   | Tokio, Japonia         | Wrestle Kingdom 10                                                                                 | 1           | |               |
| 70  | Guerrillas of Destiny (Tama Tonga i Tanga Loa)                    | 1         | 10 kwietnia 2016(dts)     | 70   | Tokio, Japonia         | Invasion Attack 2016                                                                               | 1           | |               |
| 71  | The Briscoe Brothers (Jay Briscoe i Mark Briscoe)                 | 1         | 19 czerwca 2016(dts)      | 113  | Osaka, Japonia         | Dominion 6.19 in Osaka-jo Hall                                                                     | 2           | |               |
| 72  | Guerrillas of Destiny (Tama Tonga i Tanga Loa)                    | 2         | 10 października 2016(dts) | 86   | Tokio, Japonia         | King of Pro-Wrestling                                                                              | 1           | |               |
| 73  | Chaos (Tomohiro Ishii i Toru Yano (3))                            | 1         | 4 stycznia 2017(dts)      | 61   | Tokio, Japonia         | Wrestle Kingdom 11                                                                                 | 2           | Był to three-way match, w którym brali również udział G.B.H. (Togi Makabe i Tomoaki Honma). |               |
| 74  | Tencozy (Hiroyoshi Tenzan (12) i Satoshi Kojima (7))              | 6         | 6 marca 2017(dts)         | 34   | Tokio, Japonia         | Hataage Kinenbi                                                                                    | 0           | |               |
| 75  | War Machine (Hanson i Raymond Rowe)                               | 1         | 9 kwietnia 2017(dts)      | 63   | Tokio, Japonia         | Sakura Genesis 2017                                                                                | 1           | |               |
| 76  | Guerrillas of Destiny (Tama Tonga i Tanga Loa)                    | 3         | 11 czerwca 2017(dts)      | 20   | Osaka, Japonia         | Dominion 6.11 in Osaka-jo Hall                                                                     | 0           | |               |
| 77  | War Machine (Hanson i Raymond Rowe)                               | 2         | 1 lipca 2017(dts)         | 85   | Long Beach, Kalifornia | G1 Special in USA                                                                                  | 3           | Był to no disqualification match. |               |
| 78  | K.E.S. (Davey Boy Smith Jr. i Lance Archer)                       | 3         | 24 września 2017(dts)     | 102  | Kobe, Japonia          | Destruction in Kobe                                                                                | 1           | Był to three-way tornado tag team match, w którym brali również udział Guerrillas of Destiny (Tama Tonga i Tanga Loa). |               |
| 79  | Los Ingobernables de Japon (Evil i Sanada)                        | 1         | 4 stycznia 2018(dts)      | 156  | Tokio, Japonia         | Wrestle Kingdom 12                                                                                 | 2           | |               |
| 80  | The Young Bucks (Matt i Nick Jackson)                             | 1         | 9 czerwca 2018(dts)       | 478  | Osaka, Japonia         | Dominion 6.9 in Osaka-jo Hall                                                                      | 1           | |               |
| 81  | Guerrillas of Destiny (Tama Tonga i Tanga Loa)                    | 4         | 30 września 2018(dts)     | 96   | Long Beach, Kalifornia | Fighting Spirit Unleashed                                                                          | 0           | |               |
| 82  | Los Ingobernables de Japón (Evil (2) i Sanada (2))                | 2         | 4 stycznia 2019(dts)      | 50   | Tokio, Japonia         | Wrestle Kingdom 13                                                                                 | 1           | Był to three-way match, w którym brali również udział The Young Bucks (Matt i Nick Jackson). |               |
| 83  | Guerrillas of Destiny (Tama Tonga i Tanga Loa)                    | 5         | 23 marca 2019(dts)        | 315  | Tokio, Japonia         | Honor Rising: Japan                                                                                | 7           | |               |
| 84  | FinJuice (David Finlay i Juice Robinson)                          | 1         | 4 stycznia 2020(dts)      | 28   | Tokio, Japonia         | Wrestle Kingdom 14                                                                                 | 0           | |               |
| 85  | Guerrillas of Destiny (Tama Tonga i Tanga Loa)                    | 6         | 1 lutego 2020(dts)        | 20   | Atlanta, Georgia       | The New Beginning USA                                                                              | 0           | |               |
| 86  | Golden☆Ace (Hiroshi Tanahashi (3) i Kōta Ibushi)                  | 1         | 21 lutego 2020(dts)       | 142  | Tokio, Japonia         | New Japan Road                                                                                     | 0           | |               |
| 87  | Dangerous Tekkers (Taichi i Zack Sabre Jr.)                       | 1         | 12 lipca 2020(dts)        | 176  | Osaka, Japonia         | Dominion in Osaka-jo Hall                                                                          | 2           | |               |
| 88  | Guerrillas of Destiny (Tama Tonga i Tanga Loa)                    | 7         | 4 stycznia 2021(dts)      | 148  | Tokio, Japonia         | Wrestle Kingdom 15                                                                                 | 2           | |               |
| 89  | Dangerous Tekkers (Taichi i Zack Sabre Jr.)                       | 2         | 1 czerwca 2021(dts)       | 40   | Tokio, Japonia         | Road to Dominion                                                                                   | 0           | |               |
| 90  | Los Ingobernables de Japón (Tetsuya Naito (2) i Sanada (3))       | 1         | 11 lipca 2021(dts)        | 14   | Sapporo, Japonia       | Summer Struggle in Sapporo Noc 2                                                                   | 0           | |               |
| 91  | Dangerous Tekkers (Taichi i Zack Sabre Jr.)                       | 3         | 25 lipca 2021(dts)        | 163  | Tokio, Japonia         | Wrestle Grand Slam in Tokyo Dome                                                                   | 1           | |               |
| 92  | Bishamon (Hirooki Goto (2) i Yoshi-Hashi)                         | 1         | 4 stycznia 2022(dts)      | 95   | Tokio, Japonia         | Wrestle Kingdom 16 Noc 1                                                                           | 1           | | [ 31 ]        |
| 93  | United Empire (Great-O-Khan i Jeff Cobb)                          | 1         | 4 września 2022(dts)      | 22   | Tokio, Japonia         | Hyper Battle '22                                                                                   | 0           | | [ 32 ]        |
| 94  | General’s Jewel (Bad Luck Fale i Chase Owens)                     | 1         | 1 maja 2022(dts)          | 42   | Fukuoka, Japonia       | Wrestling Dontaku                                                                                  | 1           | Był to three-way match, w którym brali również udział Bishamon (Hirooki Goto i Yoshi-Hashi). | [ 33 ]        |
| 95  | United Empire (Great-O-Khan i Jeff Cobb)                          | 2         | 12 czerwca 2022(dts)      | 14   | Osaka, Japonia         | Dominion 6.12 in Osaka-jo Hall                                                                     | 0           | | [ 34 ]        |
| 96  | FTR (Dax Harwood i Cash Wheeler)                                  | 1         | 26 czerwca 2022(dts)      | 1131 | Chicago, Illinois      | Forbidden Door                                                                                     | 2           | Był to Winners Take All three-way match, w którym brali również udział Roppongi Vice (Rocky Romero i Trent Beretta). ROH World Tag Team Championship który był w posiadaniu FTR, również był na szali.                                                            | [ 35 ]        |
| 97  | Bishamon (Hirooki Goto (3) i Yoshi-Hashi)                         | 2         | 4 stycznia 2023(dts)      | 94   | Tokio, Japonia         | Wrestle Kingdom 17                                                                                 | 2           | | [ 36 ]        |
| 98  | Aussie Open (Mark Davis i Kyle Fletcher)                          | 1         | 8 kwietnia 2023(dts)      | 43   | Tokio, Japonia         | Sakura Genesis                                                                                     | 2           | | [ 37 ]        |
| —   | Wakat                                                             | —         | 21 maja 2023(dts)         | —    | Long Beach, CA         | Resurgence                                                                                         | —           | Kyle Fletcher zwakował Strong i IWGP Tag Team Championship po tym, jak Mark Davis doznał kontuzji. | [ 38 ]        |
| 99  | Bishamon (Hirooki Goto (4) i Yoshi-Hashi (3))                     | 3         | 4 czerwca 2023(dts)       | 214  | Osaka, Japonia         | Dominion 6.4 in Osaka-jo Hall                                                                      | 2           | Pokonali House of Torture (Evila i Yujiro Takahashiego) oraz United Empire (Great-O-Khana i Aarona Henare) w three-way tag team matchu o zwakowany tytuł. Walka była również o zwakowany Strong Openweight Tag Team Championship.                                 | [ 39 ]        |
| 100 | Guerrillas of Destiny (El Phantasmo i Hikuleo)                    | 1         | 4 stycznia 2024(dts)      | 38   | Tokio, Japonia         | Wrestle Kingdom 18                                                                                 | 0           | Był to Winners Take All match, gdzie Strong Openweight Tag Team Championship Phantasmo i Hikuleo również był na szali. | [ 40 ]        |
| 101 | Bullet Club (Kenta i Chase Owens (2))                             | 1         | 11 lutego 2024(dts)       | 55   | Osaka, Japonia         | The New Beginning in Osaka                                                                         | 0           | | [ 41 ]        |
| 102 | Bishamon (Hirooki Goto (5) i Yoshi-Hashi (4))                     | 4         | 6 kwietnia 2024(dts)      | 27   | Tokio, Japonia         | Sakura Genesis                                                                                     | 1           | | [ 42 ]        |
| 103 | Bullet Club (Kenta i Chase Owens (3))                             | 2         | 3 maja 2024(dts)          | 37   | Fukuoka, Japonia       | Wrestling Dontaku Noc 2                                                                            | 0           | | [ 43 ]        |
| 104 | TMDK (Mikey Nicholls i Shane Haste)                               | 1         | 9 czerwca 2024(dts)       | 148  | Osaka, Japonia         | Dominion 6.9 In Osaka-Jo Hall                                                                      | 1           | Był to Four-way tornado tag team elimination Winners Take All match, gdzie Strong Openweight Tag Team Championship również był na szali, w którym brali również udział Guerrillas of Destiny (Hikuleo i El Phantasmo) oraz Bishamon (Hirooki Goto i Yoshi-Hashi). | [ 44 ]        |
| 105 | United Empire (Great-O-Khan (3) i Henare)                         | 1         | 4 listopada 2024(dts)     | 35   | Osaka, Japonia         | Power Struggle                                                                                     | 0           | | [ 45 ]        |
| —   | Wakat                                                             | —         | 9 grudnia 2024(dts)       | —    | —                      | —                                                                                                  | —           | Tytuł zostały zwakowane po tym, jak Henare doznał kontuzji. | [ 46 ]        |
| 106 | The Young Bucks (Matthew Jackson i Nicholas Jackson)              | 2         | 5 stycznia 2025(dts)      | 37   | Tokio, Japonia         | Wrestle Dynasty                                                                                    | 0           | Pokonali United Empire (Great-O-Khana i Jeffa Cobba) oraz Los Ingobernables de Japon (Tetsuyę Naito i Hiromu Takahashiego) w three-way tag team matchu o zwakowany tytuł.                                                                                         | [ 47 ]        |
| 107 | Los Ingobernables de Japon (Tetsuya Naito i Hiromu Takahashi (3)) | 1         | 11 lutego 2025(dts)       | 53   | Osaka, Japonia         | The New Beginning in Osaka                                                                         | 0           | | [ 48 ]        |
| 108 | United Empire (Jeff Cobb (3) i Callum Newman)                     | 1         | 5 kwietnia 2025(dts)      | 9    | Tokio, Japonia         | Sakura Genesis                                                                                     | 0           | | [ 49 ]        |
| —   | Wakat                                                             | —         | 14 kwietnia 2025(dts)     | —    | —                      | —                                                                                                  | —           | Tytuły zostały zwakowane po tym, jak Cobb odszedł z NJPW. | [ 50 ]        |
| 109 | United Empire (Great-O-Khan (4) i Callum Newman (2))              | 1         | 26 kwietnia 2025(dts)     | 96+  | Hiroszima, Japonia     | Wrestling Redzone in Hiroshima                                                                     | 0           | Pokonali Bishamon (Hirookiego Goto i Yoshi-Hashiego) w walce o zwakowany tytuł. | [ 51 ]        |
| 109 | Tomohiro Ishii (2) i Taichi (4)                                   | 1         | 15 czerwca 2025(dts)      | 46+  | Osaka, Japonia         | Dominion 6.15 in Osaka-jo Hall                                                                     | 0           | | [ 52 ]        |

## Łączna ilość panowań

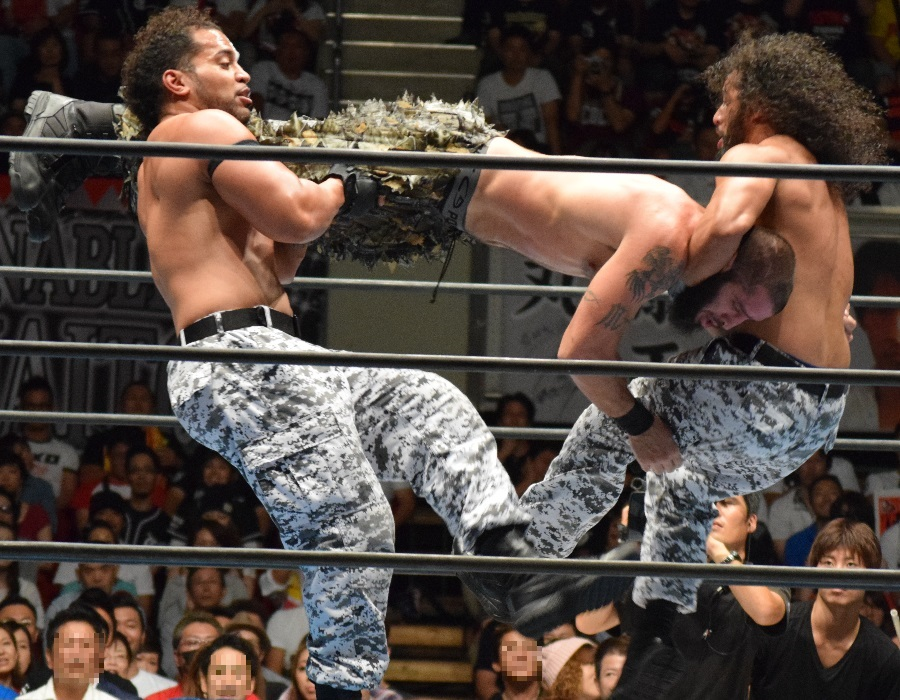
Guerrillas of Destiny (Tanga Loa i Tama Tonga), rekordowo siedmiokrotni mistrzowie

Na stan z 31 lipca 2025
| † | Oznaczenie obecnych mistrzów |

### Drużynowo
| Miejsce | Mistrzowie                                                        | Ilość panowań | Ilość obron | Łączna ilość dni |
| ------- | ----------------------------------------------------------------- | ------------- | ----------- | ---------------- |
| 1       | Cho-Ten (Hiroyoshi Tenzan i Masahiro Chono)                       | 5             | 12          | 1,010            |
| 2       | Tencozy (Hiroyoshi Tenzan i Satoshi Kojima)                       | 6             | 11          | 929              |
| 3       | Guerrillas of Destiny (Tama Tonga i Tanga Loa)                    | 7             | 11          | 755              |
| 4       | Kengo Kimura i Tatsumi Fujinami                                   | 4             | 11          | 613              |
| 5       | Bullet Club (Doc Gallows i Karl Anderson)                         | 3             | 7           | 601              |
| 6       | Bad Intentions (Giant Bernard i Karl Anderson)                    | 1             | 10          | 564              |
| 7       | The Hell Raisers (Hawk Warrior i Power Warrior)                   | 2             | 6           | 559              |
| 8       | Chaos/Bishamon (Hirooki Goto i Yoshi-Hashi)                       | 4             | 6           | 431              |
| 9       | Keiji Mutoh i Masahiro Chono                                      | 2             | 5           | 388              |
| 10      | Dangerous Tekkers (Taichi i Zack Sabre Jr.)                       | 3             | 3           | 379              |
| 11      | The Steiner Brothers (Rick Steiner i Scott Steiner)               | 2             | 5           | 378              |
| 12      | Killer Elite Squad (Davey Boy Smith Jr. i Lance Archer)           | 3             | 6           | 365              |
| 13      | RISE (Giant Bernard i Travis Tomko)                               | 1             | 5           | 343              |
| 14      | Junji Hirata i Shinya Hashimoto                                   | 1             | 6           | 335              |
| 15      | Manabu Nakanishi i Yuji Nagata                                    | 1             | 4           | 327              |
| 16      | Hiroshi Tanahashi i Shinsuke Nakamura                             | 1             | 4           | 323              |
| 17      | The Most Violent Players (Togi Makabe i Toru Yano)                | 1             | 4           | 322              |
| 18      | Minoru Suzuki i Yoshihiro Takayama                                | 1             | 4           | 294              |
| 19      | Hiroshi Hase i Keiji Mutoh                                        | 2             | 3           | 279              |
| 19      | Masa Saito i Riki Choshu                                          | 1             | 4           | 279              |
| 21      | Team 3D (Brother Devon i Brother Ray)                             | 2             | 5           | 276              |
| 22      | Masa Saito i Shinya Hashimoto                                     | 1             | 3           | 219              |
| 23      | Los Ingobernables de Japón (Evil i Sanada)                        | 2             | 3           | 206              |
| 24      | FTR (Dax Harwood i Cash Wheeler)                                  | 1             | 1           | 192              |
| 25      | Hiroshi Tanahashi i Yutaka Yoshie                                 | 1             | 3           | 184              |
| 26      | Genichiro Tenryu i Shiro Koshinaka                                | 1             | 2           | 173              |
| 27      | Wild Child (Manabu Nakanishi i Takao Omori)                       | 1             | 1           | 164              |
| 28      | Akira Maeda i Nobuhiko Takada                                     | 1             | 2           | 159              |
| 29      | The Jurassic Powers (Hercules Hernandez i Scott Norton)           | 1             | 3           | 152              |
| 30      | The Young Bucks (Matt/Matthew Jackson i Nick/Nicholas Jackson)    | 2             | 1           | 150              |
| 31      | War Machine (Hanson i Raymond Rowe)                               | 2             | 4           | 148              |
| 31      | TMDK (Mikey Nicholls i Shane Haste)                               | 1             | 1           | 148              |
| 33      | Golden☆Ace (Hiroshi Tanahashi i Kōta Ibushi)                      | 1             | 0           | 142              |
| 34      | Kazuo Yamazaki i Yoshiaki Fujiwara                                | 1             | 2           | 139              |
| 35      | George Takano i Super Strong Machine                              | 1             | 1           | 119              |
| 35      | No Limit (Tetsuya Naito i Yujiro Takahashi)                       | 1             | 1           | 119              |
| 37      | Big, Bad, and Dangerous (Big Van Vader i Crusher Bam Bam Bigelow) | 1             | 2           | 117              |
| 38      | The Briscoe Brothers (Jay Briscoe i Mark Briscoe)                 | 1             | 2           | 113              |
| 39      | The Bull Powers (Manabu Nakanishi i Satoshi Kojima)               | 1             | 1           | 99               |
| 40      | Kensuke Sasaki i Shiro Koshinaka                                  | 1             | 2           | 97               |
| 40      | Great Bash Heel (Togi Makabe i Tomoaki Honma)                     | 1             | 1           | 97               |
| 40      | BATT (Keiji Mutoh i Taiyō Kea)                                    | 1             | 0           | 97               |
| 43      | The Kingdom (Matt Taven i Michael Bennett)                        | 1             | 0           | 91               |
| 43      | Bullet Club (Chase Owens i Kenta)                                 | 2             | 0           | 91               |
| 45      | The British Invasion (Brutus Magnus i Doug Williams)              | 1             | 1           | 89               |
| 46      | Hiroshi Hase i Kensuke Sasaki                                     | 2             | 2           | 70               |
| 46      | Hiro Saito i Super Strong Machine                                 | 1             | 2           | 70               |
| 46      | Kazuo Yamazaki i Kensuke Sasaki                                   | 1             | 0           | 70               |
| 49      | Riki Choshu i Takayuki Iizuka                                     | 1             | 1           | 69               |
| 50      | The Mad Dogs (Michiyoshi Ohara i Tatsutoshi Goto)                 | 1             | 1           | 62               |
| 51      | Chaos (Tomohiro Ishii i Toru Yano)                                | 1             | 2           | 61               |
| 52      | Los Ingobernables de Japon (Tetsuya Naito i Hiromu Takahashi)     | 1             | 0           | 53               |
| 53      | United Empire (Great-O-Khan i Callum Newman)                      | 1             | 0           | 50               |
| 54      | Akira Maeda i Osamu Kido                                          | 1             | 1           | 49               |
| 54      | Hiroyoshi Tenzan i Osamu Nishimura                                | 1             | 0           | 49               |
| 56      | Chaos (Takashi Iizuka i Toru Yano)                                | 1             | 0           | 48               |
| 57      | Seigigun (Wataru Inoue i Yuji Nagata)                             | 1             | 0           | 47               |
| 58      | Tomohiro Ishii i Taichi †                                         | 1             | 0           | 46+              |
| 59      | Aussie Open (Mark Davis i Kyle Fletcher)                          | 1             | 2           | 43               |
| 60      | Bullet Club/General’s Jewel (Bad Luck Fale i Chase Owens)         | 1             | 0           | 42               |
| 61      | Meiyu Tag (Hirooki Goto i Katsuyori Shibata)                      | 1             | 0           | 38               |
| 61      | Guerrillas of Destiny (El Phantasmo i Hikuleo)                    | 1             | 0           | 38               |
| 63      | United Empire (Great-O-Khan i Jeff Cobb)                          | 2             | 0           | 36               |
| 64      | Osamu Nishimura i Tatsumi Fujinami                                | 1             | 1           | 35               |
| 64      | United Empire (Great-O-Khan i Henare)                             | 1             | 0           | 35               |
| 66      | Kazuo Yamazaki i Takashi Iizuka                                   | 1             | 0           | 34               |
| 67      | FinJuice (David Finlay i Juice Robinson)                          | 1             | 0           | 28               |
| 68      | Scott Norton i Tony Halme                                         | 1             | 0           | 22               |
| 69      | Kensuke Sasaki i Riki Choshu                                      | 1             | 0           | 21               |
| 70      | Los Ingobernables de Japón (Tetsuya Naito i Sanada)               | 1             | 0           | 14               |
| 71      | United Empire (Jeff Cobb i Callum Newman)                         | 1             | 0           | 9                |
| 72      | Keiji Mutoh i Shiro Koshinaka                                     | 1             | 0           | 6                |

### Indywidualnie
| Miejsce | Mistrz                            | Ilość panowań | Ilość obron | Łączna ilość dni |
| ------- | --------------------------------- | ------------- | ----------- | ---------------- |
| 1       | Hiroyoshi Tenzan                  | 12            | 23          | 1,988            |
| 2       | Masahiro Chono                    | 7             | 17          | 1,383            |
| 3       | Karl Anderson                     | 4             | 17          | 1,165            |
| 4       | Satoshi Kojima                    | 7             | 12          | 1,028            |
| 5       | Giant Bernard                     | 2             | 15          | 907              |
| 6       | Kensuke Sasaki/Power Warrior      | 7             | 10          | 816              |
| 7       | Keiji Mutoh                       | 6             | 8           | 755              |
| 8       | Tama Tonga                        | 7             | 11          | 755              |
| 8       | Tanga Loa                         | 7             | 11          | 755              |
| 10      | Hiroshi Tanahashi                 | 3             | 7           | 649              |
| 11      | Tatsumi Fujinami                  | 5             | 12          | 648              |
| 12      | Kengo Kimura                      | 4             | 11          | 613              |
| 13      | Doc Gallows                       | 3             | 7           | 601              |
| 14      | Manabu Nakanishi                  | 3             | 6           | 590              |
| 15      | Hawk Warrior                      | 2             | 6           | 559              |
| 16      | Shinya Hashimoto                  | 2             | 9           | 554              |
| 17      | Junji Hirata/Super Strong Machine | 3             | 9           | 524              |
| 18      | Masa Saito                        | 2             | 7           | 498              |
| 19      | Hirooki Goto                      | 5             | 6           | 469              |
| 20      | Toru Yano                         | 3             | 6           | 431              |
| 20      | Yoshi-Hashi                       | 3             | 6           | 431              |
| 22      | Taichi †                          | 4             | 3           | 425+             |
| 23      | Togi Makabe                       | 2             | 5           | 419              |
| 24      | Zack Sabre Jr.                    | 3             | 3           | 379              |
| 25      | Rick Steiner                      | 2             | 5           | 378              |
| 25      | Scott Steiner                     | 2             | 5           | 378              |
| 27      | Yuji Nagata                       | 2             | 4           | 374              |
| 28      | Riki Choshu                       | 3             | 5           | 369              |
| 29      | Davey Boy Smith Jr.               | 3             | 6           | 365              |
| 29      | Lance Archer                      | 3             | 6           | 365              |
| 31      | Hiroshi Hase                      | 4             | 5           | 349              |
| 32      | Travis Tomko                      | 1             | 5           | 343              |
| 33      | Shinsuke Nakamura                 | 1             | 4           | 323              |
| 34      | Minoru Suzuki                     | 1             | 4           | 294              |
| 34      | Yoshihiro Takayama                | 1             | 4           | 294              |
| 36      | Shiro Koshinaka                   | 3             | 4           | 276              |
| 36      | Brother Devon                     | 2             | 5           | 276              |
| 36      | Brother Ray                       | 2             | 5           | 276              |
| 39      | Kazuo Yamazaki                    | 3             | 2           | 243              |
| 40      | Sanada                            | 3             | 3           | 220              |
| 41      | Akira Maeda                       | 2             | 3           | 208              |
| 42      | Evil                              | 2             | 3           | 206              |
| 43      | Dax Harwood                       | 1             | 1           | 192              |
| 43      | Cash Wheeler                      | 1             | 1           | 192              |
| 45      | Tetsuya Naito                     | 3             | 1           | 186              |
| 46      | Yutaka Yoshie                     | 1             | 3           | 184              |
| 47      | Scott Norton                      | 2             | 3           | 174              |
| 48      | Genichiro Tenryu                  | 1             | 2           | 173              |
| 49      | Takao Omori                       | 1             | 1           | 164              |
| 50      | Nobuhiko Takada                   | 1             | 2           | 159              |
| 51      | Hercules Hernandez                | 1             | 3           | 152              |
| 52      | Takayuki/Takashi Iizuka           | 3             | 1           | 151              |
| 53      | Matt/Matthew Jackson              | 2             | 1           | 150              |
| 53      | Nick/Nicholas Jackson             | 2             | 1           | 150              |
| 55      | Hanson                            | 2             | 4           | 148              |
| 55      | Raymond Rowe                      | 2             | 4           | 148              |
| 55      | Shane Haste                       | 1             | 1           | 148              |
| 55      | Mikey Nicholls                    | 1             | 1           | 148              |
| 59      | Kōta Ibushi                       | 1             | 0           | 142              |
| 60      | Yoshiaki Fujiwara                 | 1             | 2           | 139              |
| 61      | Chase Owens                       | 3             | 0           | 133              |
| 62      | Great-O-Khan                      | 4             | 0           | 121              |
| 63      | George Takano                     | 1             | 1           | 119              |
| 63      | Yujiro Takahashi                  | 1             | 1           | 119              |
| 65      | Big Van Vader                     | 1             | 2           | 117              |
| 65      | Crusher Bam Bam Bigelow           | 1             | 2           | 117              |
| 67      | Jay Briscoe                       | 1             | 2           | 113              |
| 67      | Mark Briscoe                      | 1             | 2           | 113              |
| 69      | Tomohiro Ishii †                  | 2             | 2           | 107+             |
| 70      | Tomoaki Honma                     | 1             | 1           | 97               |
| 70      | Taiyō Kea                         | 1             | 0           | 97               |
| 72      | Matt Taven                        | 1             | 0           | 91               |
| 72      | Michael Bennett                   | 1             | 0           | 91               |
| 72      | Kenta                             | 2             | 0           | 91               |
| 75      | Brutus Magnus                     | 1             | 1           | 89               |
| 75      | Doug Williams                     | 1             | 1           | 89               |
| 77      | Osamu Nishimura                   | 2             | 1           | 84               |
| 78      | Hiro Saito                        | 1             | 2           | 70               |
| 79      | Michiyoshi Ohara                  | 1             | 1           | 62               |
| 79      | Tatsutoshi Goto                   | 1             | 1           | 62               |
| 81      | Callum Newman                     | 2             | 0           | 59               |
| 82      | Hiromu Takahashi                  | 1             | 0           | 53               |
| 83      | Osamu Kido                        | 1             | 1           | 49               |
| 84      | Wataru Inoue                      | 1             | 0           | 47               |
| 85      | Jeff Cobb                         | 3             | 0           | 45               |
| 86      | Mark Davis                        | 1             | 2           | 43               |
| 86      | Kyle Fletcher                     | 1             | 2           | 43               |
| 88      | Bad Luck Fale                     | 1             | 0           | 42               |
| 89      | Katsuyori Shibata                 | 1             | 0           | 38               |
| 89      | El Phantasmo                      | 1             | 0           | 38               |
| 89      | Hikuleo                           | 1             | 0           | 38               |
| 92      | Henare                            | 1             | 0           | 35               |
| 93      | David Finlay                      | 1             | 0           | 28               |
| 93      | Juice Robinson                    | 1             | 0           | 28               |
| 95      | Tony Halme                        | 1             | 0           | 22               |